# Ернані Азеведу Жуніор
Ернані Азеведу Жуніор (порт. Hernani Azevedo Júnior, нар. 27 березня 1994, Сан-Гонсалу-ду-Сапукаї) — бразильський футболіст, півзахисник італійської «Парми».

## Клубна кар'єра
Народився 27 березня 1994 року в місті Сан-Гонсалу-ду-Сапукаї. Вихованець футбольної школи клубу «Атлетіку Паранаенсе». У дорослому футболі дебютував 2013 року виступами за його головну команду, того ж року грав в оренді за «Жоїнвіль». 
Відігравши три повноцінні сезони за «Атлетіку Паранаенсе», на початку 2017 року був запрошений до російського «Зеніта» (Санкт-Петербург), тодішній головний тренер якого Мірча Луческу віддавав перевагу бразильцям у середній лінії своєї команди. Проте пробитися до основного складу своєї нової команди Ернані не вдалося і сезон 2017/18 він провів в оренді у французькому «Сент-Етьєні», же також виходив на поле не регулярно. 
Провівши у сезоні 2018/19 14 ігор у чемпіонаті за «Зеніт», бразилець був знову відданий в оренду, цього разу до італійської «Парми». У цій команді він став ключовою фігурою у півзахисті, і за рік італійці викупили його контракт за 6,5 мільйонів євро.
У серпні 2021 року на правах оренди приєднався до «Дженоа». Відіграв за генуезьку команду один сезон, а влітку 2022 року також на умовах оренди приєднався до «Реджини», де провів один сезон.
На сезон 2023/24 був заявлений у складі «Парми».

## Виступи за збірну
2011 року провів 14 ігор у складі юнацької збірної Бразилії (U-17).

## Статистика виступів

### Статистика клубних виступів
Станом на 19 травня 2023
| Сезон                           | Команда                         | Чемпіонат                       | Чемпіонат | Чемпіонат | Національний кубок | Національний кубок | Національний кубок | Континентальні кубки | Континентальні кубки | Континентальні кубки | Інші змагання | Інші змагання | Інші змагання | Усього | Усього |
| Сезон                           | Команда                         | Ліга                            | Ігор      | Голів     | Ліга               | Ігор               | Голів              | Ліга                 | Ігор                 | Голів                | Ліга          | Ігор          | Голів         | Ігор   | Голів  |
| ------------------------------- | ------------------------------- | ------------------------------- | --------- | --------- | ------------------ | ------------------ | ------------------ | -------------------- | -------------------- | -------------------- | ------------- | ------------- | ------------- | ------ | ------ |
| 2013                            | «Атлетіку Паранаенсе»           | ЛП+A                            | 21+0      | 1+0       | КБ                 | ?                  | ?                  | -                    | -                    | -                    | -             | -             | -             | 21+    | 1+     |
| серп.-груд. 2013                | «Жоїнвіль»                      | B                               | 8         | 0         | КБ                 | 0                  | 0                  | -                    | -                    | -                    | -             | -             | -             | 8      | 0      |
| 2014                            | «Атлетіку Паранаенсе»           | ЛП+A                            | ?+15      | ?+1       | КБ                 | ?                  | ?                  | -                    | -                    | -                    | -             | -             | -             | 15+    | 1+     |
| 2015                            | «Атлетіку Паранаенсе»           | ЛП+A                            | ?+30      | ?+3       | КБ                 | ?                  | ?                  | ПАК                  | 4                    | 0                    | -             | -             | -             | 34+    | 3+     |
| 2016                            | «Атлетіку Паранаенсе»           | ЛП+A                            | ?+30      | ?+5       | КБ                 | ?                  | ?                  | -                    | -                    | -                    | -             | -             | -             | 30+    | 5+     |
| Усього за «Атлетіку Паранаенсе» | Усього за «Атлетіку Паранаенсе» | Усього за «Атлетіку Паранаенсе» | 118       | 16        |                    | ?                  | ?                  |                      | 4                    | 0                    |               | -             | -             | 122+   | 16+    |
| січ.-черв. 2017                 | «Зеніт»                         | ПЛ                              | 8         | 0         | КІ                 | 0                  | 0                  | ЛЄ                   | 1                    | 0                    | -             | -             | -             | 9      | 0      |
| черв.-серп. 2017                | «Зеніт»                         | ПЛ                              | 1         | 0         | КІ                 | 0                  | 0                  | ЛЄ                   | 1                    | 0                    | -             | -             | -             | 2      | 0      |
| 2017–18                         | «Сент-Етьєн»                    | Л1                              | 14        | 3         | КФ+КЛ              | 2+1                | 0+1                | -                    | -                    | -                    | -             | -             | -             | 17     | 4      |
| 2018–19                         | «Зеніт»                         | ПЛ                              | 14        | 1         | КІ                 | 2                  | 0                  | ЛЄ                   | 10                   | 0                    | -             | -             | -             | 26     | 1      |
| Усього за «Зеніт»               | Усього за «Зеніт»               | Усього за «Зеніт»               | 23        | 1         |                    | 2                  | 0                  |                      | 12                   | 0                    |               | -             | -             | 37     | 1      |
| 2019–20                         | «Парма»                         | A                               | 32        | 0         | КІ                 | 2                  | 1                  | -                    | -                    | -                    | -             | -             | -             | 34     | 1      |
| 2020–21                         | «Парма»                         | A                               | 33        | 7         | КІ                 | 2                  | 0                  | -                    | -                    | -                    | -             | -             | -             | 35     | 7      |
| Усього за «Парму»               | Усього за «Парму»               | Усього за «Парму»               | 65        | 7         |                    | 4                  | 1                  |                      |                      |                      |               |               |               | 69     | 8      |
| 2021–22                         | «Дженоа»                        | A                               | 18        | 0         | КІ                 | 2                  | 1                  | -                    | -                    | -                    | -             | -             | -             | 20     | 1      |
| 2022–23                         | «Реджина»                       | B                               | 30        | 7         | КІ                 | 0                  | 0                  | -                    | -                    | -                    | -             | -             | -             | 30     | 7      |
| Усього за кар'єру               | Усього за кар'єру               | Усього за кар'єру               | 276       | 34        |                    | 11                 | 3                  |                      | 16                   | 0                    |               | -             | -             | 303    | 37     |

## Титули і досягнення
- Чемпіон Росії (1):

«Зеніт»: 2018/19
- Чемпіон Південної Америки (U-17): 2011